# Поляни (західні)

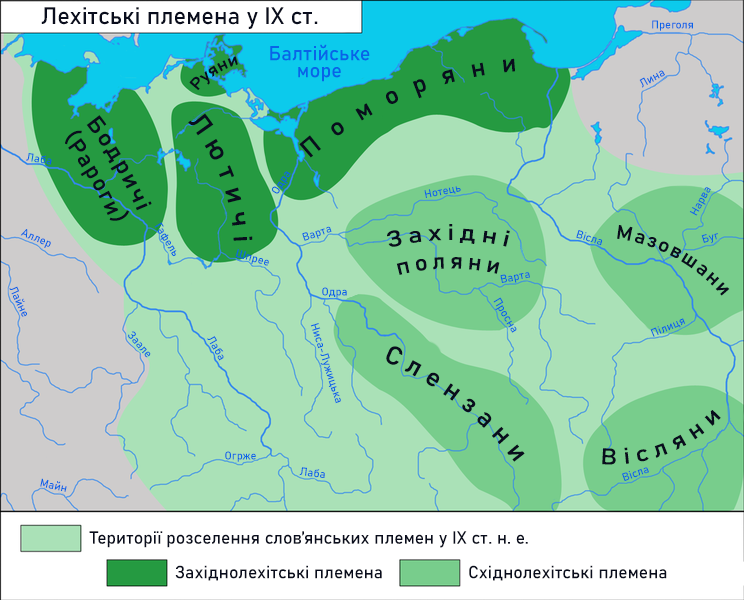
приблизні ареали розселення західнослов'янських племен у 9ст.

Західні поляни, поляни ляські або поляки — одне із західнослов'янських племен, що проживало у басейні річки Варти. Протягом IX-X століть здійснювало експансіоністську політику відносно сусідніх слов'янських племен та згодом дало назву країні Польща (Познанське воєводство), та етноніму поляк. Територія племені поляків із XIII століття стала називатись Великопольщею.

## Поляни ляські у «Повісті временних літ»
У «Повісті временних літ» західні поляни (поляни ляські) згадуються при переліку західнослов'янських племен, які, згідно з літописом, прийшли із Наддунайських земель.
|  | Слов'яни же оці прийшовши і сівши на Віслі прозвавшись Ляхами, а від тих Ляхів прозвались Поляни Ляшські другі Лютичі, інші Мазовшани а інші Поморяни Оригінальний текст (ст.-слов.) Словѣне же ѡви пришєдшє и сѣдоша на Вислѣ и прозвашасѧ Лѧховѣ а ѿ тѣхъ Лѧховъ прозвашасѧ Полѧне Лѧховѣ друзии Лютицѣ инии Мазовшане а нии Поморѧне |

## Інтернет-ресурси
- Держава Антів і поляни.